# Ølsmagning
Ølsmagning er en social aktivitet, hvor deltagerne smager en række forskellige øl, udvalgt og præsenteret af en ekspert.
De inddeles typisk i tre former:
- Private ølsmagninger
- Offentlige ølsmagninger
- Kommercielle ølsmagninger

## Private ølsmagninger
Private ølsmagninger afholdes på en eller flere privatpersoners initiativ og kan finde sted enten på en lokalitet ejet, lejet eller på anden måde disponibel for en eller flere af deltagerne, eller som et lukket selskab på en beværtning ejet, lejet eller på enden måde disponibel for eksperten.
Typisk har deltagerne en relation til hinanden på forhånd og ølsmagningen har en anledning, som f.eks. 
- polterabend,
- fødselsdag,
- jubilæum,
- firmafest

## Offentlige ølsmagninger
Offentlige ølsmagninger afholdes på en eksperts eller en organisations initiativ og finder sted på en lokalitet ejet lejet eller på anden måde disponibel for udbyderen.

## Kommercielle ølsmagninger
Kommercielle ølsmagninger arrangeres ofte af firmaer, foreninger, privatpersoner eller øl-udsalgssteder, hvor brygmesteren eller en anden person fra et bryggeri under præsentation og smagning af et antal specialøl fortæller om bryggeriets filosofi, bryggeteknik, tips om valg og sammensætning af øl samt skrøner og røverhistorier.

## Ølsmagningen
Eksperten har på forhånd valgt en række forskellige øl, som deltagerne skal smage i en bestemt rækkefølge. Ofte startes med svagere øl og afsluttes med stærke komplekse varianter.
Der indtages ikke hele øl til en ølsmagning, da formålet er at stifte bekendtskab med en lang række smagsnuancer. I stedet skænkes typisk glas med 8-15 cl af hver øl